# Velykoboyarka
Velykoboyarka  (ucraniano: Великобоярка) es una localidad del Raión de Podilsk en el Óblast de Odesa de Ucrania. Según el censo de 2001, tiene una población de 395 habitantes.